# Warrington (Buckinghamshire)
Pour les articles homonymes, voir Warrington (homonymie).
Warrington est une paroisse civile et un village du Buckinghamshire, en Angleterre.